# Willem Hendrik van Nassau-Zuylestein

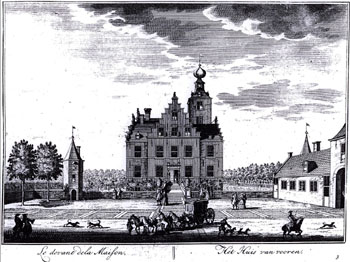
Huis Zuylenstein

Willem Hendrik van Nassau-Zuylestein (* 7. Oktober 1649 in Den Haag; † 12. Juli 1708 in Leersum) war  ein niederländischer Diplomat, Offizier und Höfling von Wilhelm III. von Oranien.
Sein Vater war Frederik van Nassau-Zuylestein (1624–1672), seine Mutter Mary Killigrew (* 1627), eine Hofdame von Maria Henrietta Stuart, der Ehefrau von Wilhelm II. von Oranien und Mutter von Wilhelm III. Frederik van Nassau-Zuylestein war Gouverneur des minderjährigen Prinzen Wilhelm III., der außerdem sein Neffe war. Willem Hendrik wuchs mit dem fast gleichaltrigen Wilhelm III. auf, genoss dessen Gunst und diente unter ihm in der Kavallerie. 1672 wurde er als Nachfolger seines Vaters Herr von  Zuylestein, Leersum und Waayenstein. 1672 war er an der Verschwörung zur Ermordung von Cornelis de Witt und Johan de Witt beteiligt. 1687 wurde er in diplomatischer Mission nach England geschickt und erwarb das Vertrauen von Jakob II. und dessen Ehefrau. Er wurde in den Niederlanden Generalmajor und ging 1688 mit Wilhelm III. nach England, als dieser dort nach der Absetzung von Jakob II. König wurde. 1689 wurde er als englischer Staatsbürger naturalisiert und erhielt ein Hofamt (Master of the Robes), das er bis 1695 innehatte. 1690 wurde er englischer Generalleutnant. 1695 wurde er als Earl of Rochford, Viscount Tunbridge und Baron Enfield in den erblichen Adelsstand der Peerage of England erhoben. Nachdem er an Gicht erkrankt war (er war als Freund einer guten Tafel bekannt), zog er sich nach Leersum auf seinen Besitz zurück (das Rittergut Huis Zuylenstein).
1681 heiratete er Jane Wroth (1659–1702), Tochter von Sir Henry Wroth aus Durants und Hofdame von Maria II., der Ehefrau von Wilhelm III., mit der er vorher eine Affäre hatte. Mit ihr hatte er drei Söhne und drei Töchter.